# 共产主义青年联盟 (巴西)
共产主义青年联盟（葡萄牙語：União da Juventude Comunista，缩写为UJC）是巴西的共产党 (1992年)的青年翼。该组织最初成立于1927年8月1日，作为当时的巴西共产党的青年翼。该组织曾一度解散，后于2006年6月重建。该组织以马克思列宁主义为指导思想。该组织是世界民主青年联盟的成员。